# Chandeigne
Les Éditions Chandeigne sont une maison d'édition française indépendante fondée en 1992 par Anne Lima et Michel Chandeigne.

## Catalogue et politique éditoriale
D’abord spécialisée dans les récits de voyage et le monde lusophone (Portugal, Brésil, Afrique et Asie lusophones), la maison d’édition publie également des essais, des recueils de poésie, des beaux-livres et des ouvrages pour la jeunesse. La maison est reconnue pour son exigence tant dans la qualité de ses ouvrages et le choix des papiers, que dans l’impression, la composition et le choix des textes et des collaborateurs. 
Le catalogue, composé de près de deux cents titres, est divisé en neuf collections :
- La collection Magellane rassemble les récits de grands voyageurs du XIVe siècle au XIXe siècle (Magellan, Bartolomé de Las Casas, Vasco de Gama, Amerigo Vespucci, Luis Frois...). Ces textes, d'un intérêt à la fois littéraire, historique et ethnographique, sont présentés, annotés, transcrits ou traduits par de grands connaisseurs. S'adressant tant au grand public qu'aux spécialistes, ils sont accompagnés d’un appareil critique très fourni, ainsi que de nombreuses illustrations, cartes et autres documents d'époque. En 2020, la collection compte 52 titres publiés.
- Une collection Magellane poche, de haute qualité graphique, a été créée en 2017.
- La bibliothèque Lusitane propose des œuvres littéraires (la plupart en édition bilingue) et des ouvrages d’études historiques, littéraires ou sociologiques sur les pays de langue portugaise.
- La collection Péninsules rassemble des documents et des essais sur les trois grandes religions monothéistes.
- La Série Illustrée propose des écrivains lusophones tels que Carlos Drummond de Andrade, Mia Couto ou Machado de Assis et s’ouvre à de nouveaux horizons littéraires : Israël (des poèmes pour enfants de Léa Goldberg), la Finlande (un conte de Topelius), l’Inde (des contes de la famille Ray avec l’adaptation par Satyajit Ray), l’Angleterre avec Oscar Wilde et son fantôme de Canterville, la France (une histoire sur l’alphabet par Marcelle Marquet et Souza Desnoyer)… Des illustrations réalisées par des dessinateurs de qualité (Stéphane Girel, Sara, Benjamin Rabier, Stanislas Bouvier, Nelson Cruz, Vieira da Silva, Audrey Bergner, Jean-Philippe Stassen, Philippe Dumas, Lydia Gaudin Chakrabarty, Tosca, Lee Eunhwa…) viennent compléter ces récits destinés à la jeunesse.
- Les Grands Formats sont des beaux livres richement illustrés sur des thèmes concernant les pays lusophones.
- La collection A6 présente de courts textes de littérature (Claude Lévi-Strauss, Fernando Pessoa, Marcel Cohen (écrivain)...).
- La collection Zoôn propose des récits sur le vivant et la fin du monde.
- La collection Le Tamanoir propose des livres très graphiques pour les jeunes de tout âge.

## Auteurs
- João Cabral de Melo Neto
- Luis de Camões
- Ronaldo Correia de Brito
- Mia Couto
- Carlos Drummond de Andrade
- Machado de Assis
- Vinícius de Moraes
- Fernando Pessoa
- Eça de Queiroz
- Gil Vicente
- Luiz Ruffato
- Fernando Morais
- Bernardim Ribeiro
- Graciliano Ramos
- Herberto Helder
- Isabela Figueiredo

## Librairie
La Librairie portugaise et brésilienne, fondée par Michel Chandeigne en 1986, située au 19-21 rue des Fossés Saint-Jacques, 75005 Paris, est un partenaire privilégié des éditions Chandeigne.

## Prix
- Prix du Petit Gaillon 2002 : Gérard Busquet et Jean-Marie Javron, Le Tombeau de l’Éléphant d’Asie (Chandeigne)